# Santiago Martínez Acebes

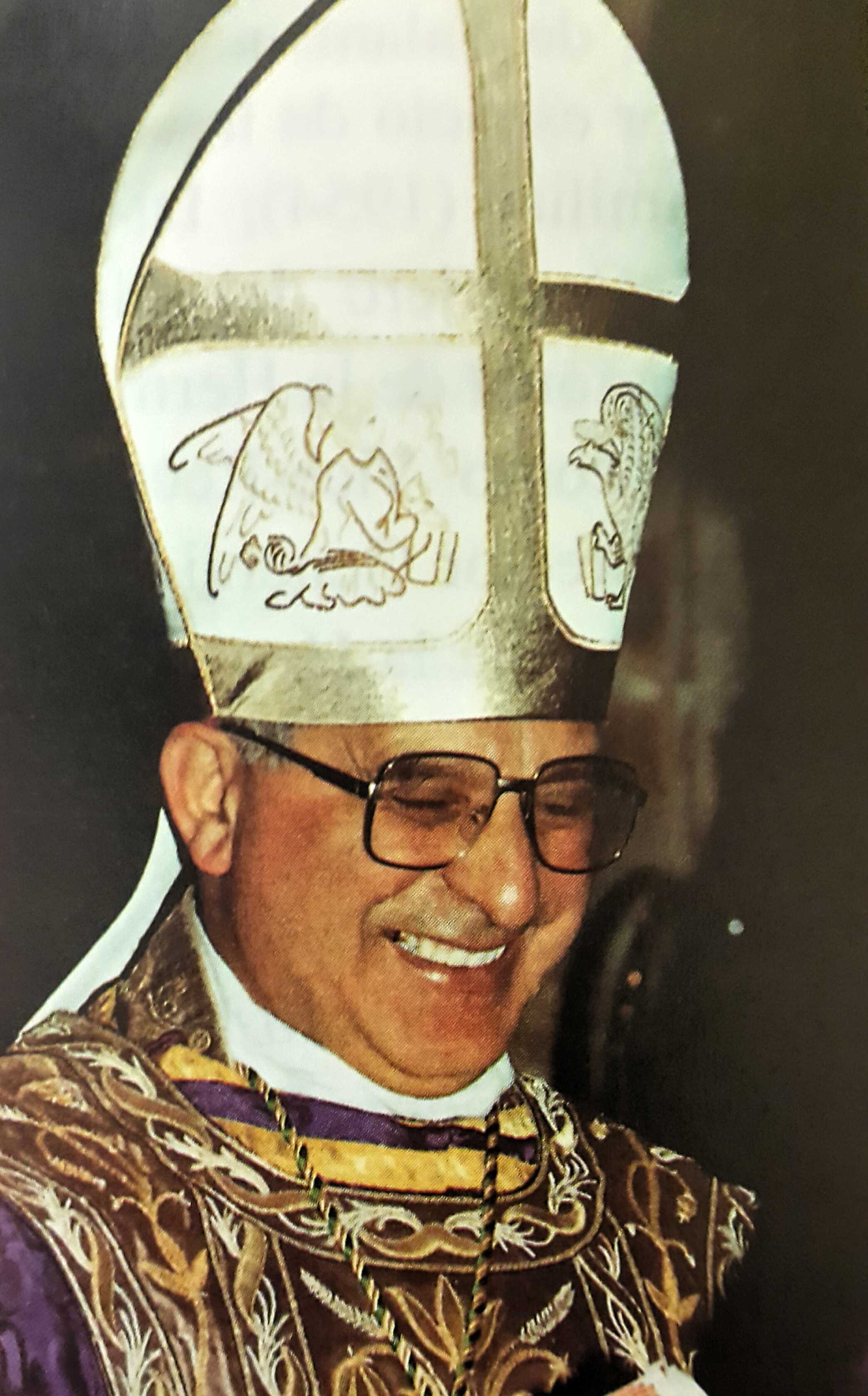
Erzbischof Santiago Martínez Acebes (1997)

Santiago Martínez Acebes (* 13. Juli 1926 in San Cristóbal de la Polantera; † 25. November 2006 in Madrid) war ein spanischer römisch-katholischer Geistlicher.

## Leben
Santiago Martínez Acebes wurde 1926 in Kastilien und León geboren. Am 30. Juli 1950 empfing er die Priesterweihe.
Er wurde am 5. Januar 1988 zum Bischof von Plasencia ernannt. Am 6. März des gleichen Jahres erfolgte die Bischofsweihe durch Erzbischof Mario Tagliaferri. Am 30. Oktober 1992 wurde Acebes zum Erzbischof von Burgos ernannt. Am 28. März 2002 wurde er in den Ruhestand versetzt.
Santiago Martínez Acebes starb 2006 im Alter von 80 Jahren.